# Ілісейн Давід
Ілісейн Давід (порт. Ilisaine David, 17 грудня 1977) — бразильська баскетболістка.
Учасниця Олімпійських Ігор 2000 року.